# Beaumont, Texas
Beaumont är en stad i Jefferson County i delstaten Texas, USA med 118 296 invånare (2010). Beaumont är administrativ huvudort i Jefferson County.

## Kända personer från Beaumont
- Kirk Baptiste, friidrottare
- Jay Bruce, basebollspelare
- Robert Crippen, astronaut
- Walter Davis (höjdhoppare)
- L.Q. Jones, skådespelare
- Nick Lampson, politiker
- Billie Jo Spears, countrysångare
- Johnny Winter, bluesgitarrist